# جووانی فاتوری
جووانی فاتوری (ایتالیایی: Giovanni Fattori; ۶ سپتامبر ۱۸۲۵ – ۳۰ اوت ۱۹۰۸) نقاش و قلم‌زن اهل ایتالیا بود.
بیشتر آثار وی با الهام از مکتب باربیزون در سبک نقاشی فضای باز بوده‌است.

## نگارخانه

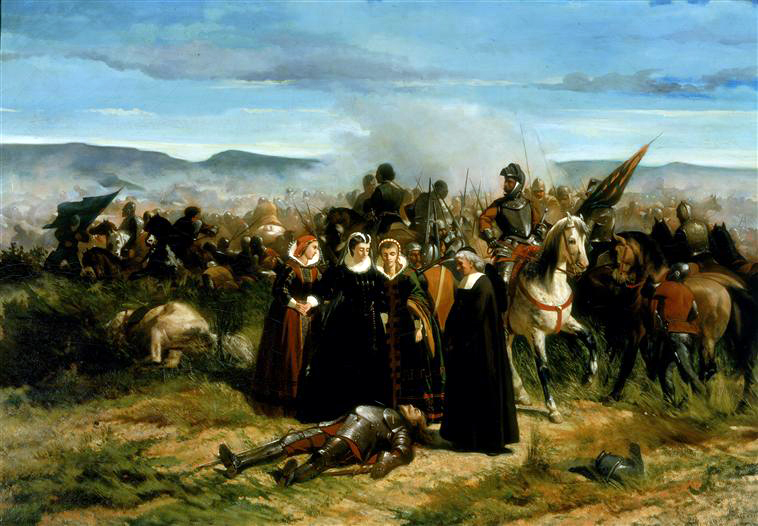
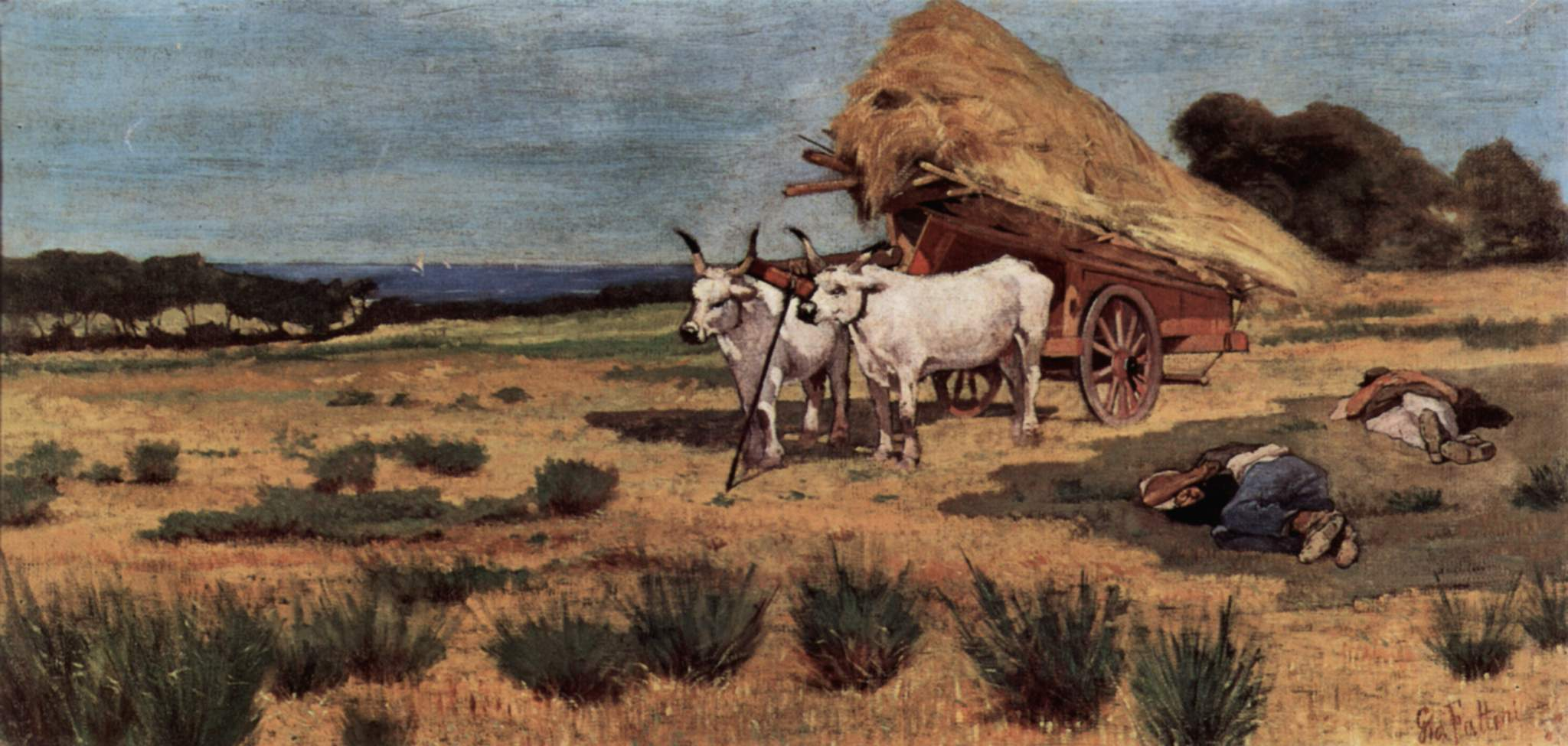
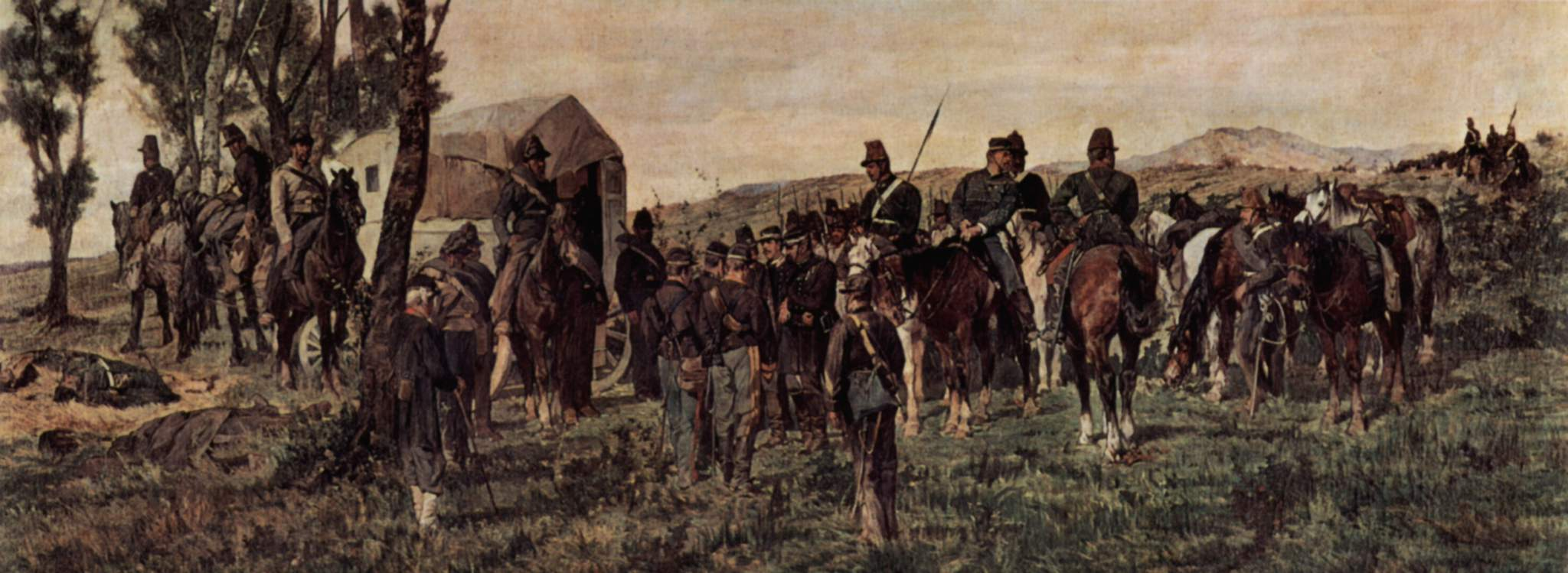
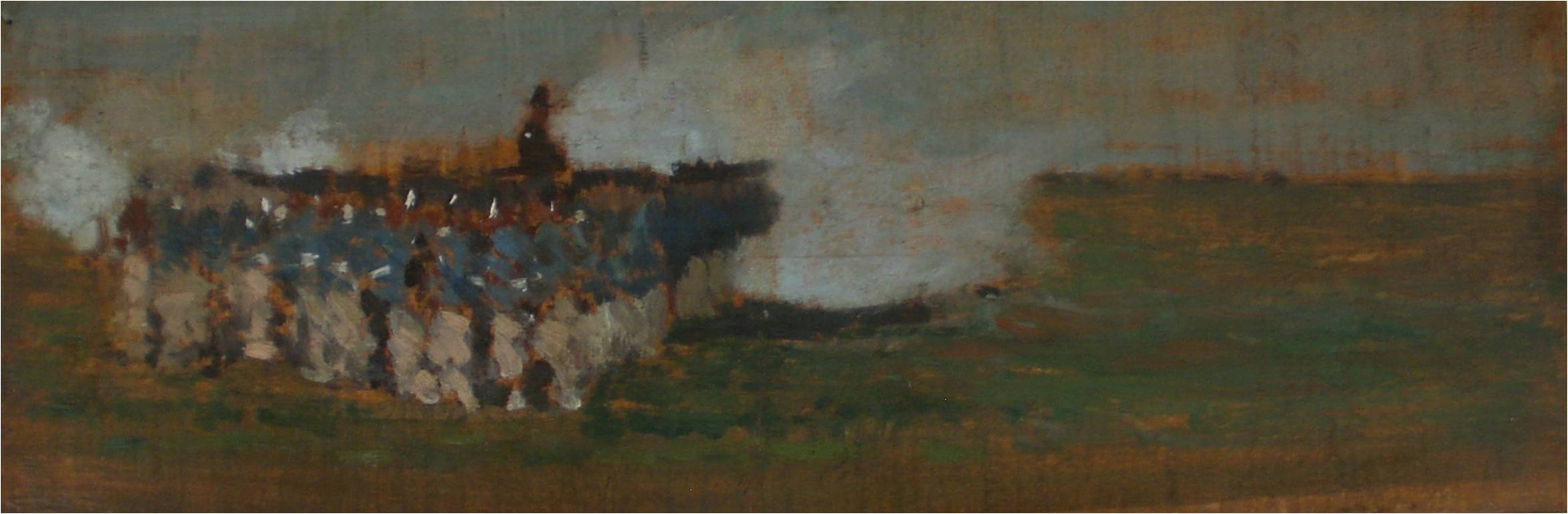
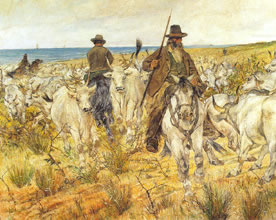
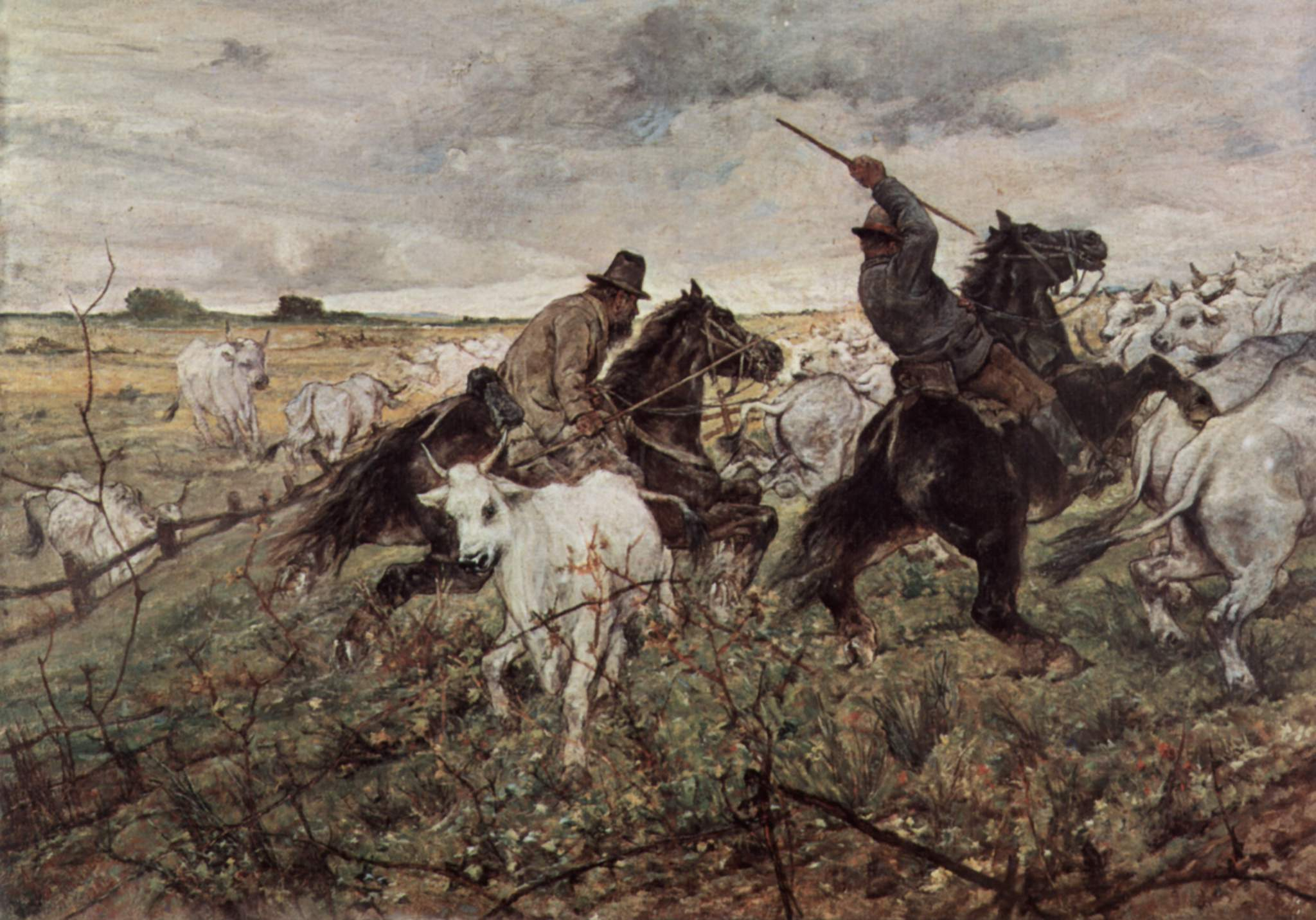
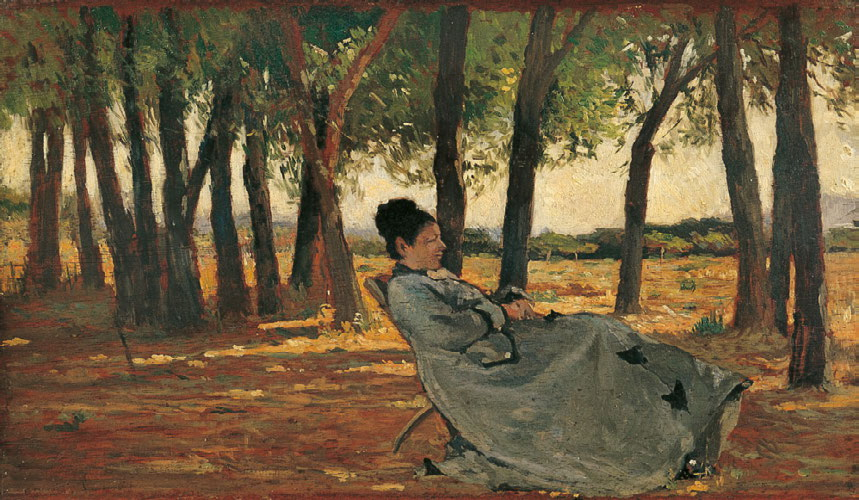
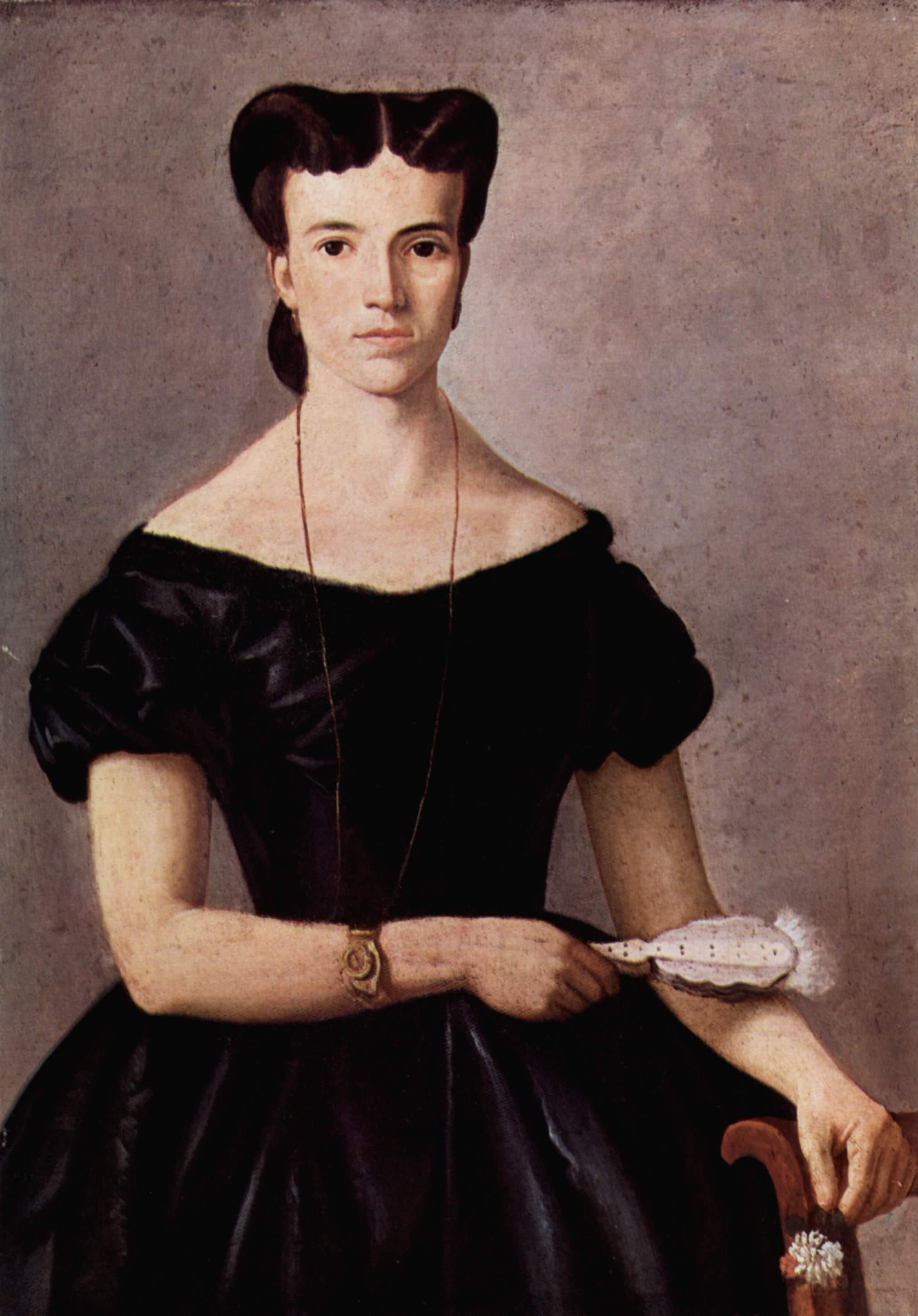